# Djebel Touati
Djebel Touati (àrab: جبل التواتي, Jabal at-Twātī) és una muntanya que es troba al sud-oest de Kairuan, governació de Kairuan, delegació de Nasrallah. Una zona de 960 hectàrees fou declarada reserva de la natura el 18 de desembre de 1993 per una ordre ministerial. La reserva es troba oberta al públic i disposa d'un ecomuseu.